# 阮文戎
阮文戎（1919年或1920年—1964年1月31日），前越南共和國陸軍軍官，少校軍銜，以殺害越南共和國首任總統吳廷琰而聞名。他在1944年加入法國陸軍，不久後認識楊文明，成為其副官兼保鏢，見證楊文明成為將軍，直至死亡為止。第一次印度支那戰爭期間，他們轉到法國人支持的越南國軍服役，成為軍官；越南共和國成立後又轉到南越陸軍服役。他說話和氣，卻是一位專業殺手，斷送了50條性命；有說他每殺一個人，就會在自己的左輪手槍上劃下一道刻痕。
1963年11月，楊文明發動政變罷黜吳廷琰，阮文戎亦參與其中。政變接近尾聲時，他首先在新山一空軍基地槍殺效忠吳廷琰的特種部隊指揮官黎光松上校，一天後又殺害吳廷琰和胞弟吳廷瑈。政變的另一位發起人陳文敦將軍事後調查發現，阮文戎在護送被捕的吳氏兄弟返回總參謀部期間，首先把他們反覆刺傷，然後槍斃他們，人們普遍認為這是楊文明的指令。1964年1月，阮慶發動政變，推翻楊文明軍政府，阮文戎則離奇身亡，成為這場政變唯一一名喪生者。

## 早年生涯
阮文戎生於1919年或1920年初。當時越南是法屬印度支那的一部分，由法國人統治。他在1944年加入法國陸軍，不久後和他的未來上司楊文明相遇。阮文戎服役時，大部分時間都在擔任楊文明的副官兼保鏢。別人形容抽煙斗的他文靜瘦削。第二次世界大戰結束後，法國人建立法蘭西聯盟及其聯繫邦越南國，又成立越南國軍，楊文明和阮文戎其後轉至越南國軍（1955年改組為越南共和國軍）服役，接受訓練，成為軍官。至1963年11月，阮文戎已成為上尉。

## 處死黎光松

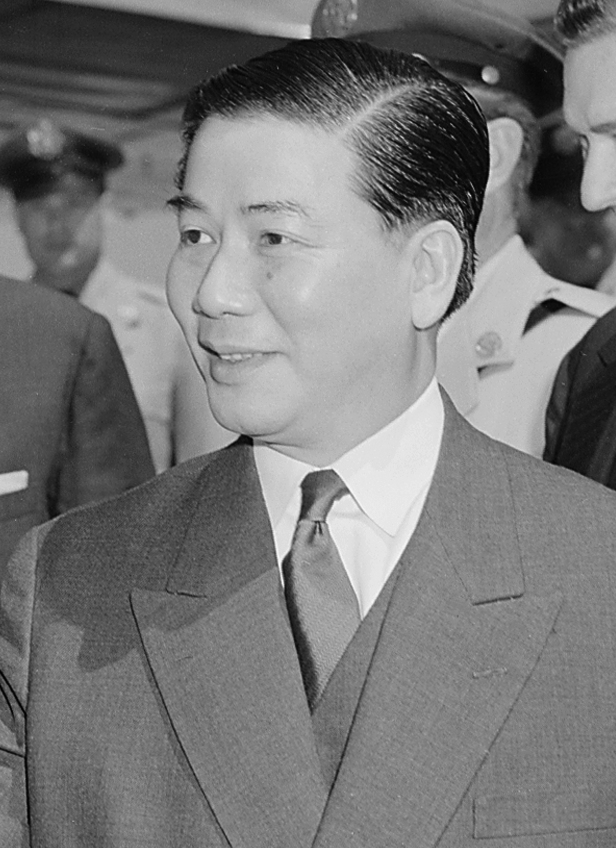
時任越南共和國總統吳廷琰

1963年11月1日，以楊文明為首的一群南越陸軍將領發動政變，意圖推翻時任南越總統吳廷琰。他們號召其他軍官前往位於新山一空軍基地的總參謀部「參加午餐會」，支持吳廷琰的南越特種部隊指揮官黎光松上校也在邀請之列。當天下午1點半（UTC 06:30），陳文敦將軍宣布發動政變。大部分將領起立鼓掌，但是黎光松沒有這樣做，並拒絕參與政變。接着阮文戎把黎光松帶走，被带走时还不断高呼：「別忘了當初是誰提攜你們的！」
到了下午4時45分，政變軍持槍威脅黎光松，要他打電話告訴吳廷琰他已經命令特種部隊投降。然而，吳廷琰沒有投降，也仍然得到特種部隊的效忠。於是楊文明命令阮文戎把黎光松處死。當年8月，黎光松率領特種部隊查抄舍利寺時，曾讓部下穿上普通軍服掩飾身份，損害其他將領的名譽，因此其他將領都明白他的威脅，對他的遭遇不表同情，籌劃政變時，他們除了討論如何把他除掉，還考慮向他的特種部隊發動攻勢。黃昏時分，阮文戎把黎光松和胞弟兼副手黎光兆少校的雙手綁上，用吉普車把他們載到空軍基地的邊緣，然後強迫兩兄弟跪在新開挖的坑穴上，最後射殺他們，令他們掉下坑裏，就地埋葬。

## 捕殺吳廷琰兄弟

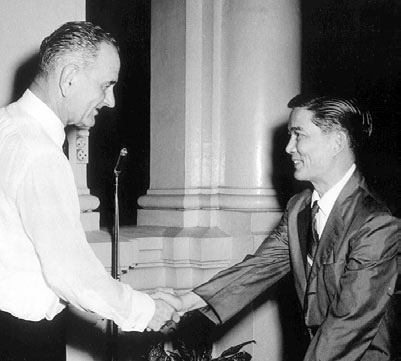
與美國副總統林登·詹森握手的吳廷瑈（右）

11月2日清晨，效忠吳廷琰的軍隊遭到擊潰，吳廷琰和胞弟、首席顧問吳廷瑈同意投降，陳文敦也承諾為他們提供一條離開越南的安全通道。同時，楊文明離開總參謀部，在阮文戎陪同下乘坐轎車前往嘉隆宮。早上8時，楊文明穿着整套軍裝抵達嘉隆宮，監視逮捕吳氏兄弟的過程，準備舉行投降儀式。
然而，吳氏兄弟已經在前一晚離開嘉隆宮，通過秘密地道逃到堤岸，在華裔富商馬國宣的家中暫避。在這裏，他們直接打電話聯絡嘉隆宮的將領，假裝自己仍然被困。楊文明得知吳氏兄弟的去向，也留意到兩兄弟已經從馬國宣的居所逃到聖方濟各堂，於是把阮文戎等軍官、士兵調到堤岸，逮捕吳廷琰、吳廷瑈。梅友春將軍率領士兵前往堤岸，隨行士兵也把一輛M113裝甲運兵車和四輛吉普車開到那裏。當他們離開時，楊文明用兩隻手指向阮文戎示意，讓他槍殺吳氏兄弟。

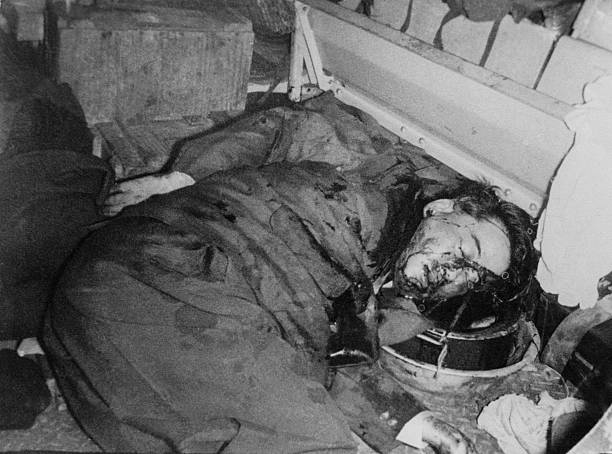
吳廷琰伏屍裝甲運兵車後方

士兵們一抵達教堂就立即拘捕吳氏兄弟，把他們的雙手綁在身後。之後阮文戎和楊孝義少校登上裝甲運兵車，把吳氏兄弟護送到新山一基地。回程途中，裝甲車在平交道停了下來；装甲车返回途中停在一个铁路道口，而各方面认为当时吴氏兄弟已经被杀死。陈文敦的调查显示杨孝义用半自动手枪近距离射杀了吴氏兄弟，阮文戎又用子弹多次射击，随后频繁用刀刺二人的尸体。。
回程時，楊孝義向軍部交代殺害吳氏兄弟的過程，他說：“在我们回到总参谋部的途中，吴廷琰静静地坐着，但吴廷瑈和阮文戎开始互相谩骂。他们越骂越激烈，但我不知道谁挑起了这一事端。阮文戎此前就憎恶吴廷瑈，现在他已经充满了愤懑。”楊孝義又說，他們來到平交道口的時候，阮文戎“用一把刺刀使勁的刺吳廷瑈，不停把他刺傷，大概刺了15到20次。盛怒之下，他转向吴廷琰，掏出左轮手枪射击吴廷琰的头。然后，他转头看着吴廷瑈躺在地上抽搐，于是也向吴廷瑈的头开了一枪。吳廷琰和吳廷瑈都沒有反抗，他們的手都被綁住了。”
陳文敦等一眾軍官在總參謀部一看到兩人的屍體就感到驚訝，陳文敦本人更在辦公室與楊文明對質。期間梅友春進來辦公室，他沒發覺陳文敦在場，就在楊文明面前擺出立正姿勢，然後以法語報告說「任務完成」（Mission accomplie）。陳文敦調查過這樁命案，但沒有為此而起訴任何人。

## 逝世
政變過後，阮文戎的指揮官楊文明將軍成為軍政府（正式名稱為軍事革命委員會）首腦，就任南越總統。楊文明上台三個月後，就因為缺乏管治方向而遭到批評。1964年1月30日凌晨，阮慶將軍發動不流血政變，罷黜楊文明，然後把他軟禁。一天後，坊間開始傳出阮文戎身亡的消息。他在44歲時死亡，最終軍階為少校，是這場政變中唯一一個死者。
初時，關於阮文戎身亡的報導內容互相矛盾，使人混淆：其中一個消息人士向記者表示他藏匿在楊文明別墅中一間小屋，並在屋外吞槍自殺。這些知情者推測，阮文戎是因為不想保存性命，看到楊文明下台、受辱而自殺。據報導，他是在晚上9時自殺的。也有報導指出阮文戎是在總參謀部被人絞死的；按照這個說法，他不是在拘留期間自縊而死，就是被人絞死。
後來，史學家開始相信當年阮慶下令除去阮文戎，並利用手下故意散佈假新聞。根據現在的說法，阮慶其中一個手下把阮文戎帶到西貢一座別墅的花園，迫他下跪，然後向他的後腦開了一槍，把他殺死。西貢市民認為阮文戎之死標誌着吳廷琰政權的殘部將要東山再起，因此舉行示威，以示抗議。
2月1日，阮文戎的遺體在墳場下葬，他的家人和朋友前往墳場送別。他的死因從來沒有進行過獨立調查，而官方聲稱他自殺身亡的說法則繼續流傳下去。
有說阮文戎的死亡深深地影響楊文明的情緒，也有報導稱楊文明在他的辦公室中設置一座祭壇，紀念這位輔助他多年的助手，並在祭壇中放置阮文戎的肖像。政變不久後，阮慶聽從美國人的建議，任命民望高企的楊文明為名義上的國家元首，希望藉此團結軍隊。然而楊文明卻沒有鼎力相助，其中一個原因就是不滿阮慶發動政變，使他的副官死去。